# キース・オルセン
キース・オルセンことキース・アラン・オルセン（Keith Alan Olsen、1945年5月12日 - 2020年3月9日）はアメリカのレコード・プロデューサー、サウンド・エンジニア。

## 概要
アメリカ合衆国サウスダコタ州スーフォールズ生まれ。活動初期はベーシストとして、ミュージック・マシーンに参加、「Taik Talk」のヒットで知られる。ミュージック・マシーン解散後、プロデューサーとしてカート・ベッチャーとコンビを組み、活動を始める。1968年にゲイリー・アッシャーの立ち上げた「Together Records」にベッチャーと共にチーフ・プロデューサーとして参加。このレーベルが解散した後にフリーランスのプロデューサーになる。彼は70年代以降、マグナム、リック・スプリングフィールド、フリートウッド・マック、オジー・オズボーン、グレイトフル・デッド、ホワイトスネイク、パット・ベネター、ハート、サンタナ、サーガ、フォリナー、スコーピオンズ、ジャーニー、ザ・ベイビーズ、エマーソン、レイク＆パーマー、ジョー・ウォルシュ、38スペシャル、エリック・バードン＆アニマルズなどを手がけた。
オルセンは100枚以上のアルバムをプロデュースした。彼のプロデュース作品は、39以上のゴールド、24のプラチナ、14のマルチプラチナのアルバム認証を獲得した。

## キャリア

### 初期の活動
オルセンはサウスダコタ州スーフォールズで生まれ、ミネアポリスの学校でクラシック、ポップス、ジャズに親しんだ。ミネアポリス近郊のレコーディング・スタジオで制作の経験を積み、ジャズやフォーク・バンドでアップライト・ベースを弾き、音楽活動やツアーの経験を積んだ。その後、ギタリストのショーン・ボニウェルとドラマーのロン・エドガーと共に「ミュージック・マシーン」を結成、ベーシストとして参加し、シングル「トーク・トーク」がトップ20ヒット、だが、1967年に解散する事となった。
この時期にプロデューサーとして活動を開始、彼はアソシエイションのシングル「チェリッシュ」のプロデューサーであり、バンドメンバーのロン・エドガーの参加していたグループ、ゴールドブライアーズの主要メンバーであった、カート・ベッチャーとコラボレーションを始めた。彼らは最初にエタニティーズ・チルドレンのファーストアルバムでコンビを組み、プロデューサーとして活動を始めた。
そしてベッチャーのグループ「ザ・ミレニウム」のアルバム『ビギン』にベッチャーと共同のプロデューサーとして参加、当時ベッチャーが大きく関わっていた、コロムビア・レコードの社員であったゲイリー・アッシャーのスタジオグループである「サジタリウス」のアルバム『プレゼント・テンス』にも関わることになる。当時に、もう一人の初期の影響者であるビーチ・ボーイズのブライアン・ウィルソンに出会い、ウィルソンは彼に 「初めて曲を聴くときに、制作に関するすべてを思い描くこと」を教えた。
この『ビギン』と『プレゼント・テンス』が商業的に失敗した後、アッシャーがコロムビアレコードを退社し、新たに「Together Records（トゥギャザー・レコード）」をベッチャー，オルセンと共に立ち上げ、サジタリウスのセカンドアルバム『ブルー・マーブル』等を制作したが、売り上げ的に振るうことなく、1970年にはトゥギャザー・レコードからディストリビューターが手を引いてしまった事で解散した。

### 70年代以降
トゥギャザー・レコード解散後は、リンジー・バッキンガムとスティーヴィー・ニックスのキャリアをスタートさせるのに尽力した。彼は彼らがレコード契約を獲得するのを助け、彼らのファースト・アルバム『バッキンガム・ニックス』をプロデュースし、しばらくの間ニックスを家政婦として雇い、彼の家に住まわせた。ミック・フリートウッドに彼らを紹介した後、彼はフリートウッド・マックの名を冠した1975年の『ファンタスティック・マック』をプロデュースし、全米1位を獲得した。
1970年代、1980年代、1990年代を通して、オルセンはプロデューサーとしての名声を確立した。フリートウッド・マック以外にも、グレイトフル・デッド（1977年のアルバム『Terrapin Station』のプロデュースとエンジニアリングを担当）、ボブ・ウィアー、エディ・マネー、エマーソン、レイク＆パーマー、リック・スプリングフィールド（スプリングフィールドのNo.1ヒット「Jessie's Girl」をプロデュース）、REOスピードワゴン、パット・ベネター、ハート、ジョー・ウォルシュ、スターシップ、サンタナ、キム・カーンズ、シェイラ、ジェスロ・タル、ザ・ベイビーズ、マグナム（Goodnight L.A.）、サガ、オジー・オズボーン（『No Rest for the Wicked』）、スコーピオンズ（『Crazy World』）、バッド・カンパニー、ヨーロッパ、38スペシャル、ラス・バラード、サミー・ヘイガー、ホワイトスネイク、フォリナー、シーナ・イーストン、スティーヴ・ペリー、ジャーニー、ラヴァーボーイ、ルー・グラムなど、数多くの作品をプロデュースした。また、『フットルース』、『ビジョン・クエスト/青春の賭け』、『トロン』、『フラッシュダンス』、『トップガン』などの映画のサウンドトラックにも携わっている。
1996年、オルセンはアーティスト・プロダクションから身を引き、Kore Groupレコード・レーベルのサラウンド・サウンド・ミュージック・ミックスの開発に専念するため、既存のマスターをライセンスし、サラウンド・サウンド用にリミックスして再リリースした。マッキー・デザインズのグローバル製品開発担当コーポレート・ディレクターとして、彼は専門家チームを編成し、デジタル製品ラインを開発した。
最近では、オルセンはポゴロゴ・プロダクション・グループで年間数枚のアルバムをプロデュースし、全米レコード芸術科学アカデミー（NARAS）のプロデューサー＆エンジニア・ウィングのメンバーでもあった。また、A&N委員会、P&E運営委員会、P&E諮問委員会のメンバーも務めた。
2020年3月9日、ネバダ州ジェノアの自宅で心停止により死去、享年74歳。

## エピソード
ロサンゼルスに自らのスタジオ、グッドナイトL.A.を持ち、多数のバンド・アーティストの名盤のレコーディングに携わる一方で、同スタジオにワインセラーを有しており、ワイン通でもあった。イーグルスのジョー・ウォルシュは同スタジオでレコーディング作業中にキースがコレクションしたワインを片っ端から開けて飲んだが為に、キースが激怒。代金を支払えなかったジョーは、当時自身が所有していたタカミネのギターを差し押さえされるに至った。このギターは後にドイツ出身のハードロックバンド、スコーピオンズが1990年に発表する『クレイジー・ワールド』に収録のヒット曲、「ウインズ・オブ・チェンジ」で用いられている。

## 参加作品
※ 一部抜粋
- エタニティーズ・チルドレン - Eternity's Children (1968)[8] ※カート・ベッチャーと共同プロデュース
- ザ・ミレニウム - ビギン (1968)[8] ※カート・ベッチャーと共同プロデュース
- ジェイムス・ギャング - Passin' Thru (1972)[8]
- リンジー・バッキンガム&スティーヴィー・ニックス - Buckingham Nicks (1973)[8]
- フリートウッド・マック - Fleetwood Mac (1975)[9]
- Sons of Champlin - A Circle Filled With Love (1976)[8]
- グレイトフル・デッド - Terrapin Station (1977)[9]
- Bob Weir - Heaven Help the Fool (1978)[8]
- フォリナー - ダブル・ヴィジョン (1978)[8]
- サンタナ - Marathon (1979)[8]
- Airborne - Airborne (1979)[8]
- ザ・ベイビーズ - Union Jacks (1980)[8]
- パット・ベネター - Crimes of Passion (1980)[9]
- リック・スプリングフィールド - Working Class Dog (1981)[8]
- サンタナ - Zebop! (1981)[8]
- シェイラ - Little Darlin' (1981)[8]
- パット・ベネター - Precious Time (1981)[9]
- サミー・ヘイガー - スタンディング・ハンプトン (1982)[8]
- リック・スプリングフィールド - Success Hasn't Spoiled Me Yet (1982)[8]
- サミー・ヘイガー - Three Lock Box (1982)[8]
- ハート - Passionworks (1983)[9]
- キム・カーンズ - Café Racers (1983)[8]
- ホワイトスネイク - スライド・イット・イン (1984) (アメリカ盤)[8]
- ジョー・ウォルシュ - The Confessor (1985)[8]
- 38スペシャル - Strength in Numbers (1986)[8]
- バッド・カンパニー - Fame and Fortune (1986)[8]
- Saga - Wildest Dreams (1987)[8]
- ホワイトスネイク - 白蛇の紋章〜サーペンス・アルバス (1987)[9]
- スターシップ - No Protection (1987)[9]
- カルロス・サンタナ - Blues for Salvador (1987)[8]
- リック・スプリングフィールド - Rock of Life (1988)[8]
- オジー・オズボーン - ノー・レスト・フォー・ザ・ウィケッド (1988)[8]
- ナイト・レンジャー - Man in Motion (1988)[8]
- ホワイトスネイク - スリップ・オブ・ザ・タング (1989)[9]
- キングダム・カム - In Your Face (1989)[8]
- マグナム - Goodnight L.A. (1990)[8]
- スコーピオンズ - クレイジー・ワールド (1990)[8]
- エディー・マネー - Right Here (1991)[8]
- エマーソン・レイク・アンド・パーマー - In the Hot Seat (1994)[8]
- スコーピオンズ - ピュア・インスティンクド〜蠍の本能 (1996)[8]
- Shirley Myers - There Will Come a Day (1999)
- シェイラ - Venue d'ailleurs（） (2021) (two songs released in 2017)[8]